# Kidnap (film, 2008)
Pour les articles homonymes, voir Kidnap.
Pour plus de détails, voir Fiche technique et Distribution.
Kidnap est un film indien de Bollywood réalisé par Sanjay Gadhvi, sorti en 2008.

## Synopsis
Sonia Raima (Minissha Lamba) est une adolescente de 17 ans, gâtée par sa jeune maman Mallika (Vidya Malvade) et sa grand-mère (Reema Lagoo). Pour son dix-huitième anniversaire, elle espère ardemment une visite de son père, Vikrant Raina (Sanjay Dutt), un homme richissime et surchargé. Mais ses parents sont séparés, et sa mère refuse qu’elle le voie.
Alors qu’elle se baigne à la mer, Sonia est enlevée par le jeune et mystérieux Kabir Sharma (Imran Khan). Ce dernier entre en communication téléphonique avec son père. Mais le ravisseur ne réclame pas de rançon au milliardaire, il veut jouer à un jeu : si Vikrant n’accomplit pas les "tâches" qu’il lui donne, sa fille meurt…

## Fiche technique
- Titre original : Kidnap
- Réalisation : Sanjay Gadhvi
- Scénario et dialogues : Vijay Krishna Acharya
- Musique : Pritam
- Production : Aditya Chopra
- Pays d'origine : Inde
- Langue : Hindî
- Format : Couleur (Technicolor) - 2.35 : 1 - 35 mm
- Genre : drame, thriller
- Durée : 124 minutes
- Dates de sorties en salles
  -  États-Unis : 2 octobre 2008
  -  France : 2 octobre 2008
  -  Inde : 2 octobre 2008
  -  Royaume-Uni : 2 octobre 2008

## Distribution
- Sanjay Dutt : Vikrant Raina
- Imran Khan : Kabir Sharma
- Minissha Lamba : Sonia Raina
- Vidya Malvade : Mallika Raina
- Sheela David : Sœur Margaret
- Rahul Dev : Inspecteur Irfan
- Reema Lagoo : La mère de Malika
- Rajendranath Zutshi : Mahesh Verma